# UIC-X-rijtuigen van de DB
Als UIC-X-rijtuigen worden de meer dan 6145 sneltreinrijtuigen van de Deutsche Bundesbahn aangeduid, die vanaf 1952 in dienst werden gesteld. Een deel ervan is nog altijd in dienst in snel- en intercitytreinen. Het comfort van de rijtuigen was voor de standaarden van de jaren vijftig bijzonder hoog. De UIC-X-rijtuigen gelden voor de Union Internationale des Chemins de fer als standaard voor reizigersrijtuigen met een gangpad en aparte reizigerscompartimenten. De rijtuigen worden in Duitsland ingedeeld als "m-Wagen".

## Protoserie
Al vrij snel na de oprichting van de Deutsche Bundesbahn kwam het tot plannen voor het aanschaffen van een nieuwe generatie sneltreinrijtuigen. De eerste prototypes die in 1950 werden geleverd, waren korter dan het uiteindelijke ontwerp: ze waren 23 meter lang, conform toenmalige standaarden. Alleen restauratie- en slaaprijtuigen waren destijds 26 meter lang.

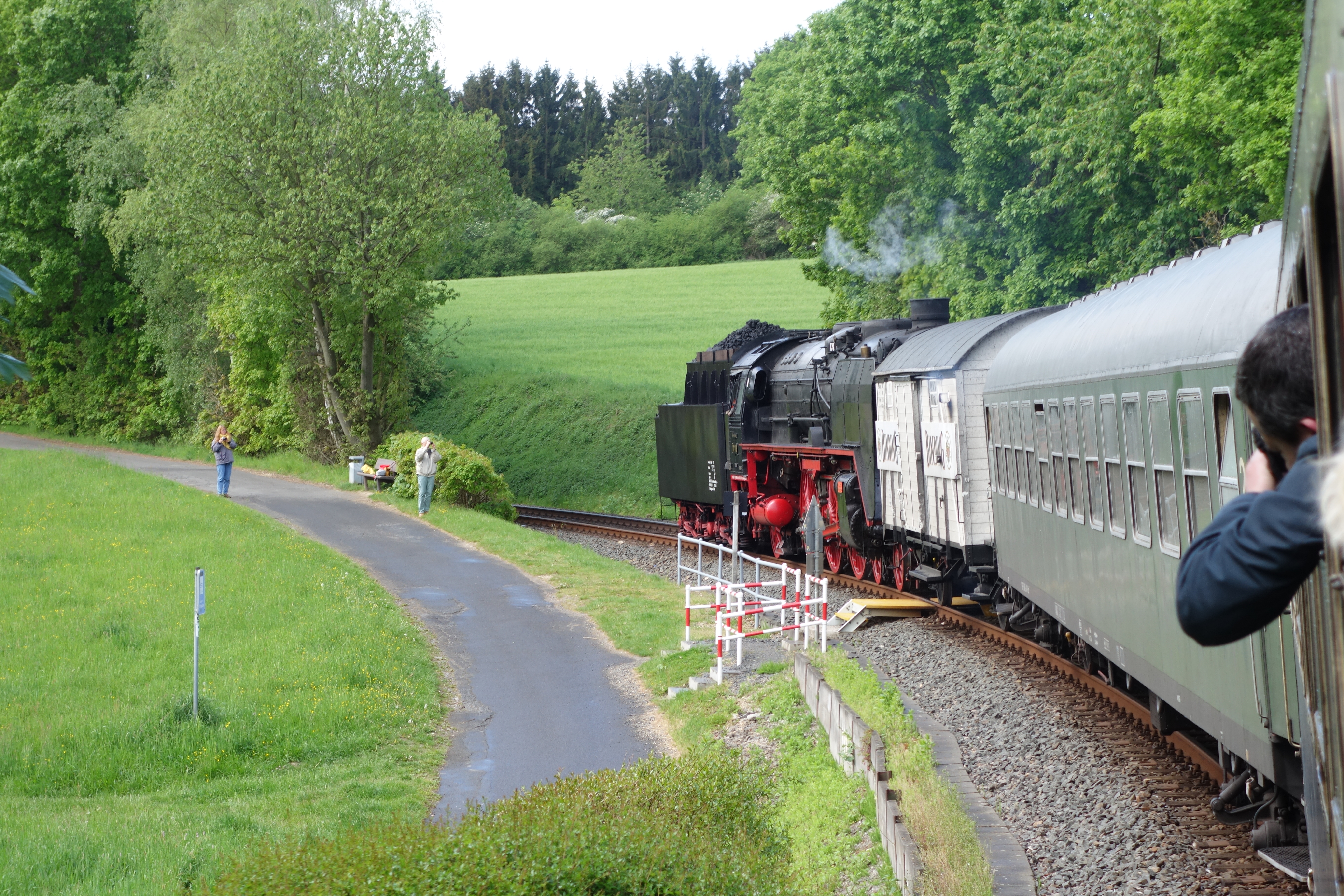
De 26,4 meter lange UIC-X-wagens passeren de omgrenzingsprofiel in krappe bochten. (bocht van 180° nabij Königstein im Taunus)

De eerste rijtuigen met een lengte van 26,4 meter waren de vanaf 1951 geleverde sneltreinrijtuigen van Baureihe ym, later tot yl vernoemd. De letter „m“ staat bij de Duitse spoorwegen voor een rijtuig met een lengte van meer dan 24 meter. Bij deze rijtuigen moest, om overeen te komen met de tot op dat moment gebruikelijke afmetingen, de rijtuigbak op 2825 millimeter gebracht worden om te voldoen aan het Europese profiel. Voor kortere rijtuigen liet het profiel breedtes toe tot 3.10 meter.
De ontwikkeling van de sneltreinrijtuigen in deze nieuwe standaardlengte werd in 1952 ingeleid. Verantwoordelijk voor de bouw van deze rijtuigen werd rijtuigfabriek Westwaggon in Köln-Deutz die de rijtuigen bouwde volgens de eisen van de "Wagenbau- und Einkaufsabteilung des Bundesbahn-Zentralamtes" in Minden onder leiding van afdelingspresident Dr.-Ing. Paul Mielich. Deze rijtuigen werden voorzien van "Minden-Deutz" draaistellen, die Westwagon en de Wagenbau- und Einkaufsabteilung tezamen ontworpen hadden.
Als prototype werden drie rijtuigen van de "Polsterklasse" AB 4üm (Am 201), drie tweede- en derdeklasrijtuigen BC 4üm-52 (ABm 221) en tien derdeklasrijtuigen C 4üm-52 (Bm 231) gebouwd. De letter „ü“ staat voor de bij D-treinen („D“ voor Doorgang) gebruikelijke doorloopmogelijkheid van rijtuig naar rijtuig, die na het afschaffen van de rijtuigen met afdelingen in de wagonbreedte (coupérijtuigen) standaard werd voor Europese rijtuigen.

## Uitrusting van de nieuwe sneltreinrijtuigen

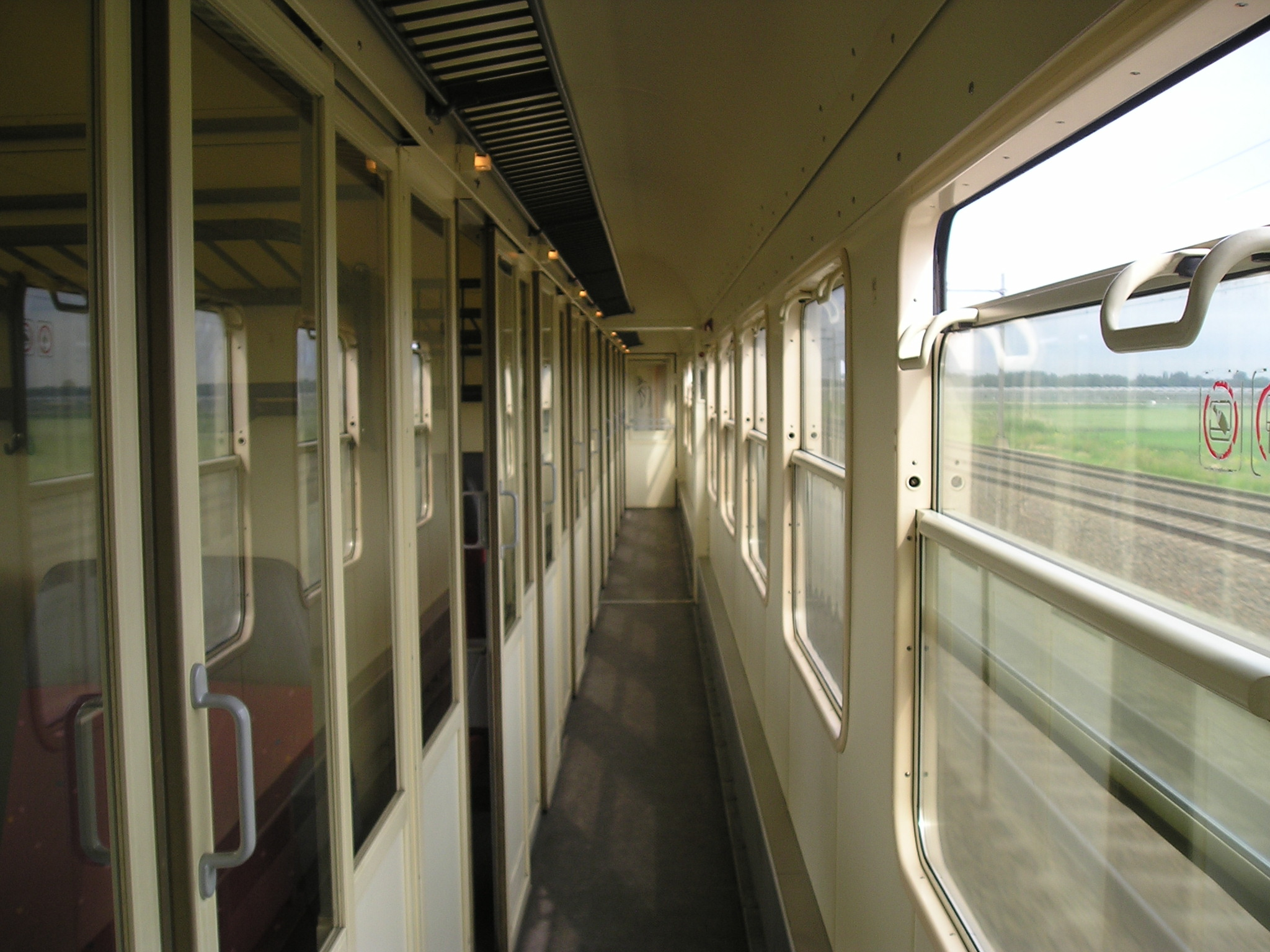
Gangpad met aan de linkerkant de coupés.

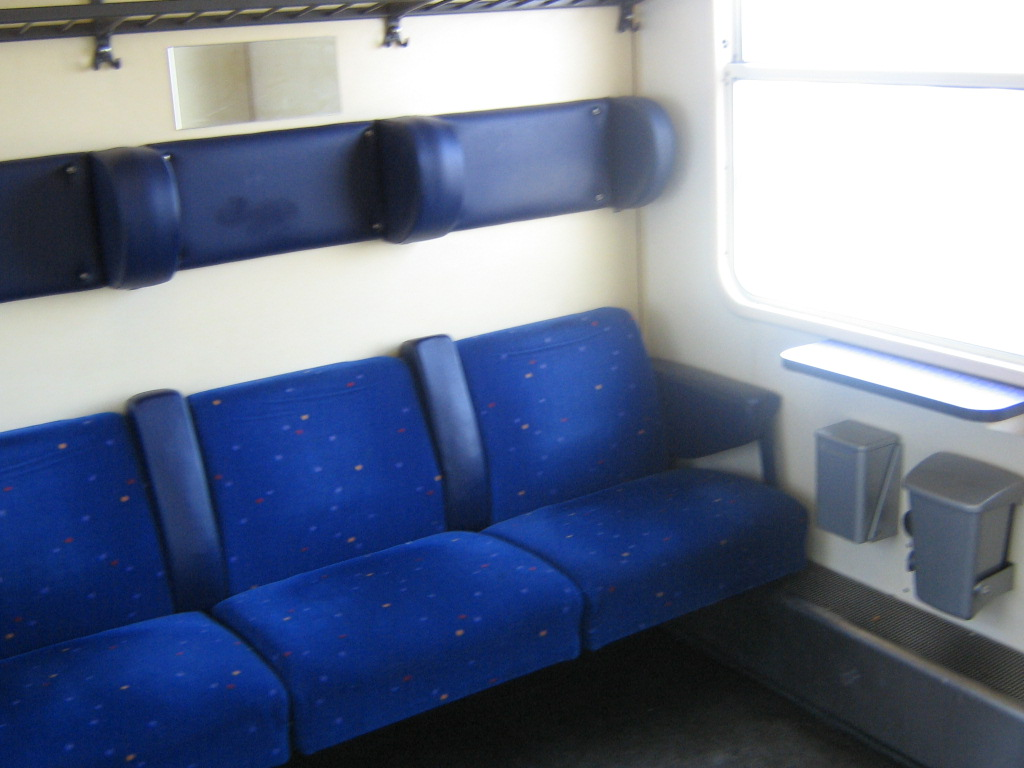
Interieur UIC-X-rijtuig type ICK van de NS

Net als bij de yl-rijtuigen moesten ook de nieuwe rijtuigen volgens een symmetrisch bouwsteensysteem gebouwd worden. Dit systeem hield in dat een rijtuig makkelijk en snel omgebouwd kon worden naar een andere klasse, en bood de mogelijkheid om afwijkende rijtuigen te bouwen zoals bagagewagens. Dit systeem vond later navolging in de UIC=X conventie.
De rijtuigbak reikte van buffer tot buffer; onderstel en rijtuigbak zijn uit de staalsoorten St 37 en St 52 aan elkaar gelast. Alleen de eerste serie rijtuigen werd vooral rondom het dak nog aan elkaar geniet. Het gewicht van het rijtuig is ongeveer 38 ton.
Ook nieuw bij de UIC-X-rijtuigen was het gebruik van rubberen buisbalgen in plaats van de tot dan gebruikelijke vouwbalg. Met vier schuifdeuren werden de rijtuigen op de balkons afgesloten. Hierdoor werden de rijtuigen bijzonder stil in het reizigersgedeelte. De toegangsdeuren van het rijtuig bevinden zich op de vier hoeken van de rijtuigbak en bieden middels een draaideur toegang tot het rijtuig. De rijtuigen werden van frisse lucht voorzien door tien tot twaalf (afhankelijk van het aantal compartimenten) koekkoeksluchters op het dak. Naast een toilet op ieder einde van het rijtuig werden de rijtuigen ook voorzien van een wasruimte naast ieder toilet.
Innovatief bij deze rijtuigen was de inrichting van het interieur. De wandbekleding was in de eerste en tweede klasse uitgevoerd in perenhout en in de derde klasse met Novopan. De latere deelseries werden echter uitgevoerd in berkenhout. De compartimenten van de voormalige derde klasse hadden een afmeting van 1755 millimeter, waarbij de breedte van de vensters 1000 millimeter bedroeg. De compartimenten in de eerste en tweede klasse waren 2100 millimeter breed en de vensters hadden een breedte van 1200 millimeter. Alle vensters waren voorzien van schuiframen die voor de helft geopend kunnen worden. Het verschuifbare bovenste deel is in enkelglas uitgevoerd en het onderste gedeelte in dubbelglas.
Alle compartimenten waren voorzien van zes verstelbare zitplaatsen van fabrikant Bremshey. Vooral voor reizigers in de derde klasse was dit een ongekende luxe - tot dan hadden zij genoegen moesten nemen met houten bankjes voor acht personen. De Franse spoorwegen waagden pas 25 jaar later de stap om in tweedeklasrijtuigen in de compartimenten zitplaatsen voor zes personen aan te bieden. De zitplaatsen in de derde klasse waren voorzien van een groene kunstlederen bekleding, terwijl in de eerste en tweede klasse de zitplaatsen voorzien waren van verschillende stoffen bekleding. Om rekentechnisch aan acht zitplaatsen in de derdeklasrijtuigen te komen, waren in het compartiment aan ieder raam twee klapstoeltjes bevestigd.
De AB-rijtuigen beschikten over 60 zitplaatsen, de BC-rijtuigen boden 66 zitplaatsen aan. In de derde klasse waren 72 zitplaatsen plus 24 klapstoeltjes plus 24 klapstoeltjes in de gang van het rijtuig. De gang zelf werd door een pendeldeur gedeeld zodat het C-rijtuig voor de helft voor rokers en de andere helft niet-rokers gebruikt kon worden.
De rijtuigen konden zowel met stoom als elektrisch verwarmd worden. De noodzakelijke energie werd door draaistelgeneratoren opgewekt, waarbij een bufferbatterij tussengeschakeld was. Voorts waren de rijtuigen voorzien van moderne neonlampen. De eerste en tweede klasse ten slotte hadden de beschikking over leeslampjes bij de zitplaatsen.
Begin jaren zestig werden rijtuigen met een lengte van 26,4 en twaalf reizigersafdelingen in de tweede klasse of tien in de eerste klasse door de UIC geclassificeerd als type „X“. Type „Y“ gold voor rijtuigen met een lengte van 24,5 meter met tien afdelingen in de tweede klasse. UIC Type „Z“ (ingevoerd in 1976) was net zo lang als een rijtuig Type X, maar had in iedere klasse een afdeling minder.

## Bouwseries
Decennialang categoriseerde de Reichsbahn rijtuigen die in diverse deelseries waren aanschaft in zogenaamde Verwendungsgruppen. Het cijfer in de aanduiding gaf ongeveer het jaartal aan waarin aflevering of modificatie van de deelserie had plaatsgevonden. Dit systeem van aanduiding uit welke periode een bepaalde deelserie afkomstig is werd ook tot in de jaren zestig door de Deutsche Bundesbahn gehanteerd.

### Verwendungsgruppe 53
Nadat de eerste prototypes geleverd werden, bestelde de DB in 1952 een eerste serie rijtuigen van het type AB 4üm en acht eersteklasrijtuigen met restaurant AR 4ümg voor de inzet in sneltreinen voor lange afstanden (F-Zug). Deze rijtuigen hadden vóór 1956 BR 4üm als typeaanduiding. De restauratierijtuigen kregen als typenummer CR 4ym–52 toegewezen (vanaf 1976 BRyl 446). Het betrof hier geen zogenaamd buffetrijtuig, een eenvoudig restauratierijtuig met beperkte service, maar rijtuigen met volledige service.
Een jaar later volgden de eerste serie rijtuigen van de types BC 4üm-55 (ABm 223) en C 4ümg-55 (Bm 232). Nieuwe bagagewagens werden in 1958 geleverd. Deze rijtuigen van het type BPw 4üm-58 (BDms 271) hadden een 1800 millimeter brede laaddeur. De laaddeur van het type BPw 4ümg-55 was 1900 millimeter breed. Verder boden deze rijtuigen ook nog plaats aan 36 reizigers. Vanaf 1960 zijn bagagewagens van het type Pw 4ümg (Dms 902) aan de DB geleverd.
Alle genoemde rijtuigen behoorden tot de Verwendungsgruppe 53, maar werden ingedeeld in de bouwseries 54, 55 etc. Om organisatorische redenen werden ze toch ingedeeld in de Verwendungsgruppe waarin de eerste deelserie was opgenomen.
Gelijktijdig met de rijtuigen uit Groep 53 werden ook nieuwe ligrijtuigen ingevoerd. Deze rijtuigen waren afgeleid van het type Bm en waren in heel Europa voorbeeld van een geheel nieuw concept. Overdag konden deze rijtuigen als gewone zitrijtuigen worden ingezet, 's nachts werden de compartimenten omgebouwd tot zes ligbanken (couchettes) omgebouwd. De eerste rijtuigen werden door reisorganisaties als Scharnow en Touropa ingezet. Deze rijtuigen waren in het begin als type C 4ümg-54 in de boeken van de DB opgenomen, en kregen later Bcm 241 als typeaanduiding.
Alle rijtuigen waren met remblokken uitgerust en toegelaten voor een maximumsnelheid van 140 km/h. In 1956 werd in heel Europa de zeer luxe eersteklas afgeschaft, de derdeklas aanduiding verviel. De voormalige evenzeer luxe tweedeklas kon daarop als eersteklas worden aangeduid en de derdeklas werd tweedeklas. De rijtuigen kregen vanaf dan ook een andere aanduiding die in heel Europa gehanteerd wordt: A-rijtuigen voor eerste klas en B-rijtuigen voor tweede klas.

### Verwendungsgruppe 61

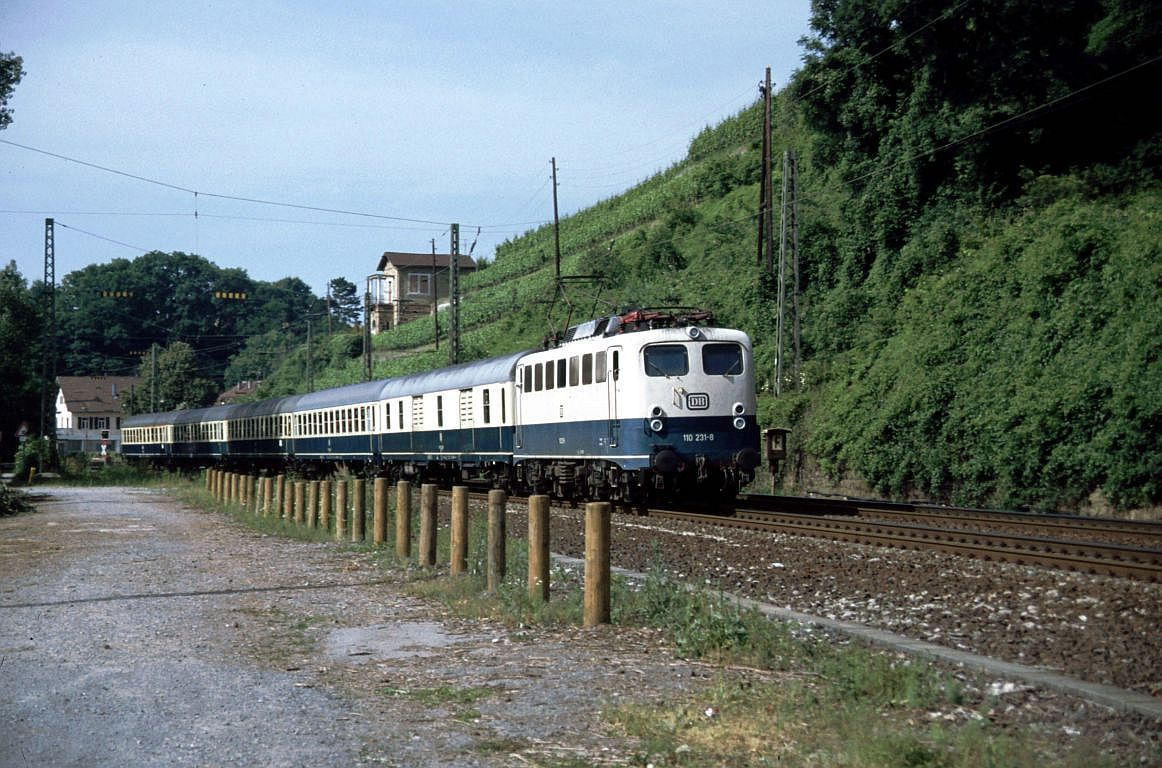
Een trein bestaande uit diverse UIC-X-rijtuigen gefotografeerd op de Frankenbahn in Nordheim.

Nieuwe veiligheidsvoorschriften van de UIC betreffende de stevigheid van rijtuigen maakte vanaf 1960 een modificatie van de rijtuigbak noodzakelijk. De rijtuigen werden aan beide buffers stootvaster uitgevoerd. Dit betekende een nieuwe constructie van de rijtuigbak. De tot dan gebruikte vierdelige vouwdeur aan de buffereindes werden vervangen door een tweedelige met de hand bediende schuifdeur.
De eerste rijtuigen die volgens de nieuwe voorschriften op de baan kwamen, waren twee buffetrijtijgen van het type BRbu 4ümg-60 (BRbumh 281). Deze rijtuigen waren als eerste voorzien van de nieuwe draaival-deuren bij de ingangen en schuifdeuren aan beide buffers van de rijtuigen. In 1961 legde de UIC de nieuwe voorschriften als Standaardrijtuig „UIC-X“ vast.
In deze uitvoering werden rijtuigen van de bouwseries A 4üm-61 (Am 203), AB 4üm-61 (ABm 224) en B 4üm-61 (Bm 233) aangeschaft. De kunstlederen bekleding in de tweede klasse werd nu alleen nog in dezelfde kleur rood uitgevoerd als in de nieuwe Silberlinge rijtuigen voor buurtverkeer. De kleurstelling van de rijtuigbak van de tweedeklasrijtuigen wijzigde in de van de oude Reichsbahn overgenomen kleurstelling flessengroen of chroomdioxidegroen (RAL 6020).
Vanaf 1963 werden de UIC-X-rijtuigen wederom gemodificeerd. De breedte van de ramen van de tweedeklasrijtuigen bedroeg nu volgens de UIC-voorschriften 1200 millimeter. Ook werden enkele technische verbeteringen doorgevoerd. De aangeschafte rijtuigen van de bouwseries B 4üm-63 (ABm 225) en B 4üm-63 (Bm 234) werden direct uitgevoerd met deze constructiewijzigingen. De serie Bm 234 was met aan het einde 1848 gebouwde rijtuigen, de grootste serie rijtuigen ooit in West-Europa. Een deel van met schijfremmen uitgeruste rijtuigen was toegelaten op het Duitse spoorwegnet met een maximumsnelheid van 160 km/h.
Gelijktijdig zag ook een nieuw ligrijtuig uit de bouwserie Bc 4üm-62 (Bcm 243, later Bocm 243) het licht. In tegenstelling tot de prototypeserie had deze serie nog maar slechts elf compartimenten, waarvan een gereserveerd was voor de treinbegeleider, en beschikten ook over een wasgelegenheid. De ramen in de compartimenten waren nu ook volgens de standaardnorm 1200 millimeter breed. Een deel van de ligrijtuigen B(o)cm 243 werd voor de inzet in de CityNightline-nachttrein tot slaap-zitrijtuig omgebouwd.
Het prototype van een nieuw lichtgewichtserie rijtuigen ontstond met de ontwikkeling van de bouwserie AB 4üm-64 (ABm 226) in 1964. In tegenstelling tot de eerdere serie rijtuigen, was deze serie te herkennen aan het steile dak en van de TEE-rijtuigen overgenomen WC-klapraam. De uiteindelijke serie rijtuigen die aangeschaft werden, werden als bouwseries ABm 226, Am 205, Bm 235 en BDs 274 aangeduid.
De vanaf 1973 gebouwde rijtuigen werden allen voorzien van een trapje met vier treden met inklapbare instaptrede bij de deur. Deze constructie werd later ook bij de TEE-rijtuigen, en de voor het Berlijnse transitverkeer ingezette rijtuigen uit de Verwendungsgruppe 53 en vele andere typen rijtuigen ingebouwd.
Vanaf 1974 werd het verouderde, niet meer aan de tijd voldoende interieur vernieuwd. De banken kregen een cognackleurige bekleding en nieuwe armleuningen alsmede leeslampjes boven de zitplaatsen. Enkel de Bm 234 en BDms 273 werden in dit vernieuwde interieur afgeleverd. Dit ombouwprogramma werd door de DB als „Programm Neuer D-Zug“ in de media breed uitgelicht. Men wilde door deze brede media-aandacht de trein laten beconcurreren met het vliegtuig en de auto. De kleurstelling van deze rijtuigen kwam overeen met het nieuwe kleurenschema van de DB: Een beige (RAL 1001) band rond de ramen en een oceaanblauwe (RAL 5020) rijtuigbak.
Met de geplande invoering van het nieuwe InterCitynetwerk in een uursdienstregeling met tweede klasse, werden vooruitlopend op de bestelling van nieuwe rijtuigen, de rijtuigen uit de bouwserie Bm 234 met magneetschijfremmen uitgerust, en toegelaten voor een maximumsnelheid van 200 km/h. Bij de start van het IC-79-project werden deze wagens omgenummerd in de bouwserie Bm 235.
Om ze als versterkingsrijtuig in het IC-verkeer te laten meedraaien werden 61 Am 203-rijtuigen eveneens omgebouwd voor een maximumsnelheid van 200 km/h. Deze werden vervolgens uitsluitend in D-treinen ingezet. De meeste Bm 235-rijtuigen zijn intussen tot InterRegio-rijtuig (Bim) omgebouwd. Hiervoor moesten wel oudere Bm 234 rijtuigen tot Bm 235 rijtuigen omgebouwd worden.

### Verwendungsgruppe 63: Rheingold-rijtuigen
Geheel volgens hetzelfde bouwprincipe van de "m-Wagen" ontstonden in 1962 nieuwe geklimatiseerde rijtuigen voor de nieuw ingevoerde langeafstandstrein Rheingold. Deze rijtuigen waren voorzien van airconditioning, en beschikten in de eerste klasse over negen of acht compartimenten, maar overigens waren de rijtuigen technisch gelijk aan de overige rijtuigen.

## Speciale rijtuigen

### Touristik-Couchetterijtuigen
Speciaal voor het toeristenvervoer werden vanaf 1967 nieuw ontwikkelde couchetterijtuigen in dienst gesteld. De rijtuigen beschikten in het midden over drie zogenaamde "voorkeuzeafdelingen", die in twee separate afdelingen gedeeld konden worden. Om bij de als type Bcm 243 gebouwde couchetterijtuigen totaal tien compartimenten te kunnen onderbrengen kregen de rijtuigen een afwijkende lengte van 27,5 meter. Het rijtuig voldeed hiermee ook aan de nieuwe restauratierijtuigen uit dezelfde bouwserie, die het typenummer Bctm 256 kregen.

### Slaaprijtuigen
Op basis van dezelfde technische specificaties van de UIC-X-rijtuigen ontstonden slaaprijtuigen van verschillende types. Een eerste serie rijtuigen van de bouwserie WLABC 4ümg-54 (WLABm 173) werden reeds in 1954 geleverd aan de Deutsche Schlaf- und Speisewagengesellschaft (DSG). Er werden bedden voorzien voor alle drie destijds gangbare klasse-indicaties. In elk van de twaalf 1,70 meter brede slaapruimtes konden maximaal drie bedden, volgens geboekte klasse, worden aangeboden aan de reizigers. Verder konden twee compartimenten worden samengevoegd tot een groot compartiment. In het gangpad waren 1400 millimeter brede ramen, terwijl in de compartimenten het raam de compartimenten deelde. Om de reizigers meer comfort te bieden in hun slaapcompartiment, was het dak van de slaaprijtuigen 250 millimeter hoger. Voor de rest waren de slaaprijtuigen technisch gelijk aan de overige rijtuigen. De rijtuigen werden afgeleverd met DSG-opschriften in de Mitropa-vormgeving in een rode kleur, net als alle andere rijtuigen van de DSG.
Vanaf 1959 volgde een levering van 77 rijtuigen van de bouwserie WLAB 4ümg-59 (WLABm 174), die constructief sterk leek op de in 1954 geleverde rijtuigen. Deze serie rijtuigen was voorzien van elf afdelingen met ieder drie bedden. Een afdeling was gereserveerd voor de rijtuigbegeleider. De eerste 40 rijtuigen waren voorzien van München-Kassel draaistellen die voorheen enkel te vinden waren onder treinstellen. De overige rijtuigen waren voorzien van Minden-Deutz MD-33 draaistellen. De vanaf 1962 gebouwde rijtuigen werden eveneens net als de gewone rijtuigen voorzien van de constructiewijzigingen zoals voorgeschreven in de richtlijnen van de Verwendungsgruppe 63. (Overgangs-vleugeldeur, instapdeuren met draaival of draaideuren). Deze rijtuigen waren toegelaten met een maximumsnelheid van 140 km/h.
De door de DSG bestelde serie WLAB 4üm-67 (WLABm 175) werd vanaf 1967 direct aan de DB geleverd die een jaar eerder het rijtuigpark van de DSG had overgenomen. Deze rijtuigen waren identiek aan de bouwserie 174. Het enige verschil was dat de draaistellen uitgerust waren met schijfremmen en dat deze rijtuigen waren toegelaten voor een maximumsnelheid van 160 km/h. Bij de vanaf 1973 geleverde rijtuigen werden enkele veranderingen in het interieur aangebracht die bestonden uit de inbouw van douches en een geluidsinstallatie. Deze rijtuigen vielen ook op door een veranderde constructie van het dak. Vijf rijtuigen uit de eerste serie werden in 1971 door de Schweizerische Bundesbahnen overgenomen.
De rijtuigen uit de bouwseries 174 en 175 werden in de bouwserie Universal ingedeeld, dit om een onderscheid te kunnen maken in de slaaprijtuigen uit de bouwserie Tourist/Special (T2S) met afdelingen bestaande uit twee bedden. Deze laatste serie rijtuigen stamde uit een gezamenlijke ontwikkeling van de TEN-slaaprijtuigenpool.
Na de oprichting van de Europese slaaprijtuigenpool TEN werd het ontwerp enigszins gewijzigd. De gele Mitropa strepen werden breder, en onder de ramen werd een bredere witte streep aangebracht. Overigens werden de rijtuigen niet meteen zoals de andere bij de overige aan de TEN-pool deelnemende spoorwegmaatschappijen gebruikelijke nachtblauwe kleur geschilderd. De DB TEN slaaprijtuigen werden pas vanaf 1983 nachtblauw geschilderd. Later werden ook de overige Duitse slaap- en buffetrijtuigen nachtblauw geschilderd.
Vanaf midden jaren negentig, na de opheffing van de TEN-pool kregen de DB slaaprijtuigen de normale verkeersrode-witte kleuren, en werden de rijtuigen overgedragen aan DB AutoZug GmbH. Drie slaaprijtuigen van de bouwserie WLABm 174 werden verkocht aan de ÖBB en 20 rijtuigen werden verkocht aan de DSB.

### Gezelschapsrijtuigen
Uit de UIC-X-rijtuigen werden ook gezelschapsrijtuigen (dansrijtuigen) ontwikkeld. Voorheen werden hiervoor rijtuigen omgebouwd die uit de jaren dertig en veertig stamden.
Het eerste plan van de DB was het ontwikkelen van een bioscooprijtuig, naar een voorbeeld van de door de Defa ontwikkeld rijtuig voor de Oost-Duitse spoorwegen. Dit idee werd al opgegeven, toen bleek dat zulke rijtuigen te zwaar zouden worden. Voor eerste gezelschapsrijtuigen werden uit de 26,4 meter lange serie rijtuigen, een restauratierijtuig uit de bouwserie AR4ümg-54 omgebouwd tot gezelschapswagen type WGm.
Vanaf 1977 begon men met een serieombouw. Als eerste werden voor het ombouwen voormalige sneltreinrijtuigen uit de bouwserie BRyl 446 aangewezen. Deze rijtuigen werden omgebouwd tot gezelschapsrijtuig type WGmh 840 conform door het Bundesbahn Zentralamt opgelegde richtlijnen.
Een deel van het rijtuig interieur werd ingenomen door twee treinbegeleidersafdelingen. Het eerste gedeelte was uitgerust met een geluidsinstallatie en daarbij horende luidsprekers, het andere gedeelte was uitgerust met een aanrecht van 4,723 meter. Tussen deze twee afdelingen in bevond zich het gedeelte voor de reizigers, wat kon worden gebruikt als restaurant, conferentiezaal of danszaal. De rijtuigen waren uitgerust met Minden-Deutz MD-33 draaistellen en werden toegelaten voor een maximumsnelheid van 160 km/h. Het eigengewicht van de rijtuigen was 39,4 ton, en ze waren direct vanaf de indienststelling geschilderd in de oceaanblauwe kleurstelling. Vanaf 1988 werden de rijtuigen het blauw-witte IR kleurenschema geschilderd. Tegenwoordig hebben de rijtuigen de verkeersrode huisstijlkleur van de Deutsche Bahn.
Om ook bij snelheden van 200 km/h gezelschapsrijtuigen te kunnen inzetten, werden tien nieuwe rijtuigen van de bouwserie WGmz 824 ontwikkeld. Deze rijtuigen werden ontwikkeld op basis van omgebouwde WG-rijtuigen, welke voorzien waren van een stijldak en Minden-Deutz MD-36-draaistellen met slingerdemper en magneetschijfremmen.

### Postrijtuigen
De Deutsche Bundespost nam vanaf 1953 in totaal 685 postrijtuigen in gebruik, die afgeleid waren van de UIC-X-rijtuigen van de DB. Deze rijtuigen boden een grotere capaciteit dan de tot dan gebruikte postrijtuigen.
De eerste serie rijtuigen werd besteld bij Düwag. Bij aflevering werden deze rijtuigen in dienst gesteld met typeaanduiding Postm/a voor briefpost, Postm/b voor brief- en pakketpost en als Postm/c voor alleen pakketpost. Alle rijtuigen kwamen overeen met de gewone reizigersrijtuigen, met als enige verschil dat de postrijtuigen geen overgangsdeuren op beide kopzijden bezaten. De viervouwdige schuifdeur op beide kopzijden werd uitgevoerd als een enkelvoudige schuifdeur. Drie rijtuigen werden voorzien van een stuurstand voor gepland trek- duwverkeer, maar deze werden voor de posttreinen nooit gerealiseerd.
De serieaflevering begon in 1954. Deze rijtuigen bezaten rubber vouwbalgen en een door rolluiken voorzien rijtuigovergang. 160 rijtuigen van de bouwserie Postm/b werden aan de Deutsche Bundespost geleverd. 50 van deze rijtuigen werden in 1986 als bagagewagen Dms 903 omgebouwd, en een ander deel in tentoonstellingsrijtuig serie D997. Een overig groot deel van deze rijtuigen werd in de jaren tachtig overgenomen door de Oost-Duitse posterijen.
De vanaf 1958 afgeleverde serie rijtuigen onderscheidde zich door bredere middendeuren. Deze waren als dubbele schuifdeuren uitgevoerd. Deze serie rijtuigen werd algemeen ingezet, en werd ingedeeld in de bouwserie Postm/ap.
De volgende serie rijtuigen die vanaf 1962 in dienst werden gesteld, namen de constructiewijzigingen van de rijtuigen van de Verwendungsgruppe 63 over zoals een versterkte rijtuigbak aan beide kopeinden. Uiterlijk verschilden de Postmr/ap (de „r“ in de typeaanduiding staat voor snelrem) van de overige postrijtuigen door het aanbrengen van een dubbele deur en drie enkele deuren aan iedere zijde van het rijtuig.
De 70 vanaf 1967 geleverde rijtuigen uit de bouwserie Postmr/a waren weer voorzien van twee dubbele deuren per wagenzijde, die meer naar het rijtuigmidden waren geplaatst. Ten opzichte van de voorgaande postrijtuigen werd de sorteerruimte voor briefpost in deze rijtuigen aanzienlijk vergroot.
De laatste serie postrijtuigen, de bouwserie Postmrz/a, ontstond in in 1973. Door een nieuw sorteersysteem bij de Deutsche Post kon de sorteerruimte in de rijtuigen weer verkleind worden. Ook verviel hierdoor een van de dubbele deuren. Deze 40 ton (voorheen 34 ton) zware rijtuigen werden uit koperversterkt staal gebouwd, welke beter bestand was tegen corrosie. Enkele rijtuigen werden vanaf 1976 met een slingerdemper en magneetschijfremmen uitgerust, en werden vanaf 1979 ingezet in intercitytreinen met een maximumsnelheid van 200 km/h. Deze inzet gebeurde steeds in de avonduren en de meeste D-treinen namen postrijtuigen 's nachts mee in nachttreinen. De meeste rijtuigen werden met bagagerijtuigen en hulpbagagewagens in zogenaamde "Expressgut-Zügen" (Expressgoederentreinen) ingezet, die alleen 's nachts reden. Hierbij werd de post door personeel van de Deutsche Post tijdens het rijden gesorteerd. In de jaren negentig bestonden speciale 200 km/h. snelle postintercitytreinen op belangrijke trajecten.
De kleurstelling van de rijtuigen kwam overeen met de kleurstelling die de DB gebruikte. De eerste postrijtuigen waren net als alle andere rijtuigen bij de DB groen geschilderd, en vanaf 1974 oceaanblauw-beige. In plaats van het logo van de DB werd op de rijtuigen het logo van de Deutsche Bundespost aangebracht. Volgens het in 1986 ingevoerde kleurenconcept bij de Deutsche Post zouden de postrijtuigen geel-wit geschilderd worden. Omdat deze kleurencombinatie bij de DB in gebruik was voor werktreinen, en om dus verwarring te voorkomen werden de postrijtuigen grijs-wit geschilderd. Slechts weinig rijtuigen verschenen in deze kleurstelling op de baan. Vele rijtuigen werden na revisie dan ook weer in de oude kleuren geschilderd welke vanaf 1974 gebruikelijks was voor reizigerstreinen.
In 1997 stopte de Deutsche Post met de inzet van posttreinen. De rijtuigen werden door de Deutsche Post verkocht en de draaistellen van de rijtuigen voor 200 km/h werden bij het ombouwen van Bm-Wagen rijtuigen in IR-rijtuigen gebruikt. Een voormalig postrijtuig werd aangekocht door Railion Nederland, maar werd later overbodig en is doorverkocht aan BAM Infra Rail.

## Inzet van de rijtuigen

### F- en D-treinen
De UIC-X-rijtuigen voldeden direct vanaf aflevering aan de hoogwaardige inzet in sneltreinen, en in het bijzonder in treinen van en naar het buitenland. Ook werden de rijtuigen succesvol ingezet in transit- en interzonetreinen naar West-Berlijn. Ook in de DDR werden de UIC-X-rijtuigen snel standaard in transittreinen. Zeer snel verdrongen de UIC-X-rijtuigen de tot dan gebruikte vooroorlogse rijtuigen in de langeafstandssneltreinen (F-zug). Midden jaren zestig waren alle vooroorlogse rijtuigen vervangen door UIC-X-rijtuigen.

### IC-treinen
Vanaf de start van het intercitynetwerk van de DB in 1971 (dat bij de start slechts bestond uit eersteklastreinen) werden in de meeste treinen rijtuigen uit de bouwserie Am 203 ingezet. Deze rijtuigen werden voor deze diensten ingezet omdat er nog onvoldoende geklimatiseerde TEE-rijtuigen voor deze getrokken diensten beschikbaar waren. Nadat de levering van de nieuwe Eurofima rijtuigen was begonnen, die gezamenlijk door verschillende Europese spoorwegmaatschappijen waren besteld, werden de blauwe X-rijtuigen uit de intercitydienst verdrongen.
Met omschakeling van de IC-treinen naar treinen met eerste en tweede klasse, werden de UIC-X-rijtuigen volledig ingezet in de intercitydiensten. In het begin werden uitsluitend rijtuigen uit de bouwserie Bm 234 met een snelheid tot maximaal 140/160 km/h ingezet. Begin 1978 werden rijtuigen met slingerdemper en magneetschijfremmen ingezet in de „Neuer D-Zug“-treinen met tweede klasse. De eerste rijtuigen werden met ingang van de zomerdienstregeling 1978 tussen Hamburg en Keulen, met verlengde treinen naar Sylt en in de richting van Stuttgart ingezet. Nadat het intercitynetwerk geheel was uitgebouwd naar een uursdienstregeling in beide klassen, werden deze diensten volledig uitgevoerd met rijtuigen uit de bouwserie Bm 235. Als versterkingsrijtuigen werden 61 rijtuigen van de bouwserie Am 203 omgebouwd voor diensten tot maximaal 200 km/h.
Door de instroom van nieuwe Eurofima rijtuigen van de bouweserie Bpmz vanaf 1981 werden de rijtuigen uit de bouwserie Bm 235 geleidelijk uit de IC-diensten verdrongen. De laatste inzet van deze rijtuigen was in 2005). De vrijgekomen rijtuigen werden ingezet in de D-treinen en vervingen daar de rijtuigen van de bouwseries Bm 232 en Bm 239. Dit materieel was naast vooroorlogs materieel en de rijtuigen uit de bouwserie yl en Silberlingen dominant aanwezig in sneltreinen. Nadat ook in sneltreinen UIC-X-rijtuigen waren ingezet, werden deze in de dienstregeling uitsluitend nog vermeld als D-treinen, en kregen deze treinen een viercijferig treinnummer. Daarnaast waren deze treinen voortaan toeslagvrij.
Het aantal rokersafdelingen begon in deze periode te af te nemen. Allereerst werden rokersafdelingen voor niet rokers gereserveerd. waardoor de verhouding in de Bm-rijtuigen 7:5 bedroeg. Tegelijkertijd werd ook de pendeldeur in de gang in de meeste rijtuigen verwijderd. Aan het einde van deze periode stonden in de Bm-rijtuigen drie rokersafdelingen tegenover negen niet rokersafdelingen ter beschikking.

### IR-treinen
Midden jaren tachtig kwam de DB met een plan om voor een nieuwe indeling van het D-treinennetwerk. Naast D-treinen en intercitytreinen zou er een bovenregionaal netwerk moeten komen met een vertakt netwerk van regionale lijnen. Dit netwerk zou later het InterRegio-netwerk gaan vormen. Voor de inzet in IR-treinen werden UIC-X-rijtuigen ingezet die vrijgekomen waren uit het intercitynetwerk. Deze rijtuigen werden vanaf 1987 bij PFA in Weiden omgebouwd naar rijtuigen type „-im“. Voor de inzet in het IR-netwerk werden de sneltreinrijtuigen Am 203, ABm 225 en Bm 234/Bm 235 omgebouwd tot de bouwseries Aim 260 en Aim 261 (155 rijtuigen eerste klasse), ARkimbz 262 (155 Bistro-rijtuigen met eerste klasse), Bim 263 en Bim 264 (563 rijtuigen tweede klasse) en Bimd 268 (132 rijtuigen tweede klasse met rijwielafdeling).

### Het einde van de UIC-X-rijtuigen
Het einde van de UIC-X-rijtuigen begon reeds in de jaren tachtig. Veel rijtuigen waren voorzien van asbest, en de buitendienststelling begon dan ook in 1988. Niet buiten dienst gestelde rijtuigen werden ontdaan van asbest en verbouwd tot IR-rijtuig. Slechts weinig rijtuigen werden gesaneerd zonder omgebouwd te worden.
Na de Duitse eenwording heerste er bij de DB een groot tekort aan rijtuigen. Door het inhuren van materieel bij de voormalige Deutsche Reichsbahn (voordat deze samen met de oude DB opging in de nieuwe Deutsche Bahn) werd dit tekort overbrugd. In de tweede helft van de jaren negentig waren veel UIC-X-rijtuigen in dienst in IR-treinen op voormalige DR-trajecten. Vooral in Sachsen en Thüringen werden veel UIC-X riujtuigen ingezet.
De laatste niet verbouwde UIC-X-rijtuigen werden begin 2006 buiten dienst gesteld. Vele van deze robuuste rijtuigen worden nog steeds ingezet in charter- en museumtreinen bij privéspoorwegen en reisbureaus.

## Volledige lijst van gebouwde m-rijtuigen (UIC-X)
| Type voor 1956 | Type voor 1966 | Type UIC       | Bouwjaar | Aantal | Opmerkingen                                                                             |
| -------------- | -------------- | -------------- | -------- | ------ | --------------------------------------------------------------------------------------- |
| WLABC 4ümg-54  | WLAB 4üm-54    | WLABm 173      | 1954     | 10     | Slaaprijtuig                                                                            |
|                | WLAB 4üm-59    | WLABm 174      | 1959     | 77     | Slaaprijtuig                                                                            |
|                | WLAB 4ümh-67   | WLABmh 175     | 1967     | 75     | Slaaprijtuig                                                                            |
| AB 4üm-52      | AB 4üm-52/61   | Am 201         | 1952     | 3      | Prototype, blauw gelakt, kleine schortplaten                                            |
| AB 4ümg-54     | A 4üm-54       | Am 202         | 1954     | 199    | Oorspronkelijk blauw gelakt                                                             |
|                | A 4üm-61       | Am 203         | 1963     | 144    | Oorspr. blauwe lak, draaivouwdeuren, omgebouwd tot Aim 260                              |
|                | A 4üm-62       | Amh 204        | 1963     | 1      | Prototype met luchtverwarming, verder gelijk aan Am 203                                 |
|                |                | Am 208         | 1982     | 3      | Omgebouwd van Am 202 (draaivouwdeuren)                                                  |
| BR 4ümg-54     | AR4üm-54       | ARm 216        | 1954     | 16     | Buffetrijtuig voor F-treinen                                                            |
|                | AR4üm-65       | ARmh 217       | 1966     | 25     | Buffetwagen                                                                             |
| BC 4üm-52      | AB 4üm-52/61   | ABm 221        | 1953     | 2      | Prototype, smalle ramen 2e klasse                                                       |
| BC 4üm-52      | AB 4üm-52/61   | ABm 222        | 1954     | 1      | Prototype, smalle ramen 2e klasse, met schortplaten                                     |
| BC 4ümg-55     | AB 4üm-55      | ABm 223        | 1955     | 357    | Smalle ramen 2e klasse                                                                  |
|                | AB 4üm-61      | ABm 224        | 1961     | 55     | Smalle ramen 2e klasse, draaivouwdeuren                                                 |
|                | AB 4üm-63      | ABm 225        | 1963     | 302    | Draaivouwdeuren, Omgebouwd tot Aim 260 en ARkimbz 262                                   |
|                | AB 4üm-64      | ABm 226        | 1964     | 1      | Prototype Lichtstaal, steildak                                                          |
|                |                | ABm 228        | 1984     | 68     | Omgebouwd uit ABm 220 (draaivouwdeuren)                                                 |
| C 4üm-52       | B 4üm-52/61    | Bm 231         | 1954     | 10     | Prototypes                                                                              |
| C 4ümg-54      | B 4üm-54       | Bm 232         | 1955     | 1225   | Smalle ramen                                                                            |
|                | B 4üm-61       | Bm 233         | 1962     | 97     | Smalle ramen, draaivouwdeuren                                                           |
|                | B 4üm-63       | Bm 234 Bm 235  | 1963     | 1848   | draaivouwdeuren, deels ombouw naar Bim 263 en Bim 264                                   |
|                |                | Bm 238         | 1979     | 245    | Omgebouwd uit Bm 232 (draaivouwdeuren)                                                  |
|                |                | Bm 239         | 1966     | 118    | Ombouw uit Bcm 241 en 251                                                               |
| CL 4ümg-54     | Bc 4üm-54      | Bcm 241        | 1954     | 260    | Couchetterijtuig                                                                        |
|                | Bc 4üm-54/60   | Bcm 242        | 1960     | 18     | Ligrijtuig, Omgebouwd uit Bcm 241                                                       |
|                | Bc 4üm-62      | Bcm 243        | 1962     | 467    | Couchetterijtuig                                                                        |
|                |                | Bcm 244        | 1970     | 13     | Ligrijtuig, Omgebouwd uit Bcm 241 en 251                                                |
|                |                | Bcm(u) 245     | 1954     | 12     | Ligrijtuig, ex US-Army Transportation Corps                                             |
|                |                | Bcomh 246      | 1954     | 140    | Ligrijtuig, omgebouwd uit Bcm 243                                                       |
|                |                | Bcm 247        | 19xx     | 29     | Ligrijtuig, omgebouwd uit Bcm 241 en 251                                                |
| CL 4ümg(k)-53  | Bc 4üm(k)-53   | Bcm 251        | 1953     | 88     | Couchetterijtuig voor reisorganisaties, met schortplaten, deels voorzien van een keuken |
|                | Bc 4üm-53/60   | Bcm 252        | 19xx     | 16     | Couchetterijtuig met voorkeurzeafdeling, Omgebouwd uit Bc 4üm-53                        |
|                | Bc 4üm-58      | Bcm 253        | 1958     | 20     | Couchetterijtuig Touropa, met schortplaten, blauwe lak                                  |
|                | Bc 4üm-60      | Bcm 254        | 1960     | 25     | Couchetterijtuig Touropa met voorkeuzeafdeling                                          |
|                | Bc 4ümk-53/61  | Bcmk 255       | 1961     | 17     | Couchetterijtuig, omgebouwd uit Bcm 241 en 251, met keukenafdeling                      |
|                |                | Bocmz 255 II   | 19xx     | 11     | Omgebouwd uit B(o)cm 243                                                                |
|                |                | Bctm 256       | 1967     | 60     | Couchetterijtuig met voorkeuzeafdeling, 27,5 m lang, Steildak, draaivouwdeuren          |
|                |                | Bcmk 258       | 1991     | 1      | Kajuitrijtuig, prototype, Omgebouwd uit Bcm 253                                         |
|                |                | Aim 260        | 1988     | 155    | IR-rijtuig, omgebouwd uit Am 203 en ABm 225                                             |
|                |                | ARkimbz 262    | 1988     | 155    | IR-rijtuig, omgebouwd uit ABm225                                                        |
|                |                | Bim 263, 264   | 1988     | 563    | Ombouw uit Bm 234 en Bm 235                                                             |
|                | BD 4üm-58      | BDms 271       | 1958     | 20     | met bagageafdeling, smalle ramen, Laaddeur 1800 mm breed                                |
|                | BD 4üm-59      | BDms 272       | 1959     | 118    | met bagageafdeling, smalle ramen, Laaddeur 2000 mm breed                                |
|                | BD 4üm-61      | BDms 273       | 1964     | 163    | met bagageafdeling, draaivouwdeur                                                       |
|                |                | BDms 278       | 1981     | 32     | Ombouw uit BDms 272 (draaivouwdeur)                                                     |
|                | BRbu 4üm-60    | BRbumh 281     | 1960     | 2      | Buffetafdeling, prototype, smalle ramen, draaivouwdeuren                                |
|                | BRbu 4üm-61    | BRbumh 282     | 1962     | 50     | Buffetafdeling, prototype, smalle ramen, draaivouwdeuren                                |
|                | BRbu 4üm-62    | BRbumh 283     | 1962     | 3      | Buffetafdeling, prototype, smalle ramen, draaivouwdeuren                                |
|                |                | BRbumz 285     | 1971     | 5      | Buffetaafdeling, smalle ramen, omgebouwd uit BRbumh 282, met snackbar                   |
|                |                | WGmh 824       | 1976     | 1      | Gezelschapsrijtuig, prototype                                                           |
|                |                | WGmz 825       | 1981     | 10     | Gezelschapsrijtuig                                                                      |
|                |                | WGmz/h 840/841 | 1981     | 39     | Gezelschapsrijtuig, omgebouwd uit BRyl 446 en BRbumz 282                                |
|                |                | WGmh 842       | 19xx     | 8      | Gezelschapsrijtuig, omgebouwd uit diverse soorten rijtuigen                             |
|                | D 4üm-59       | Dm 901         | 1960     | 1      | Bagagerijtuig, prototype, Laaddeuren 2200 mm breed                                      |
|                | D 4üm-60       | Dm(s) 902      | 1960     | 181    | Bagagerijtuig, Laaddeuren 2500 mm breed                                                 |
|                |                | Dms 903        | 1985     | 50     | Bagagerijtuig, omgebouwd uit Postrijtuig Post-a                                         |
|                |                | Dms 905        | 1968     | 177    | Bagagerijtuig, deels voor de inzet in IC-treinen (200 km/h), Steildak                   |

## UIC-X-rijtuigen bij de Nederlandse Spoorwegen

### Buffet/Restauratierijtuigen
In 1978 kocht de NS van de reisorganisaties Touropa en Scharnow zeven couchetterijtuigen. Deze rijtuigen waren in 1953 voor de DB gebouwd als Bcm 251. Deze rijtuigen werden in Bergen op Zoom door de firma Jansen omgebouwd tot buffetrijtuig. Het interieur werd gebouwd door interieurbedrijf Meuviso uit Breda. Deze rijtuigen werden hoofdzakelijk ingezet in de autoslaaptreinen van de NS vanaf Station 's-Hertogenbosch. Omdat reizigers liever hun maaltijden wensten te gebruiken in een volwaardig restauratierijruig schafte de NS in 1982 enkele voormalige restauratierijtuigen aan uit de inboedel van de failliete Duitse reisorganisatie Apfelpfeil. Deze kocht in 1977 deze rijtuigen van de DB. Inmiddels zijn deze rijtuigen allemaal gesloopt.

### Restauratierijtuigen
In 1988 kocht de NS ter vervanging van de restauratierijtuigen vier couchetterijtuigen type Bcm243 van de Deutsche Bundesbahn. Deze rijtuigen werden in de werkplaats van de DB in Krefeld geheel gereviseerd, waarna ze in de werkplaats van Wagons-Lits in Oostende werden omgebouwd tot restauratierijtuig. Deze vier rijtuigen kregen nadat ze bij NS in dienst waren gesteld elk een muziekterm als naam: "Adagio, "Andante", "Allegro" en "Allegretto". Ze werden ingezet in de Autoslaaptreinen of verhuurd als luxe restauratierijtuig in extra treinen. In 2002 werden na het beëindigen van de Autoslaaptreinen twee rijtuigen gebruikt door NS Internationaal in de CityNightline-nachttrein van Amsterdam naar München/Zürich. Hiervoor werden de rijtuigen in de DB-werkplaats in Berlijn aangepast, en opnieuw geschilderd en aangepast in de CityNight Line huisstijl. De overige twee rijtuigen werden door NS verkocht aan reisorganisatie EETC. Een rijtuig keerde later terug naar NS; het andere rijtuig werd verkocht aan Herik Rail.

### ICK

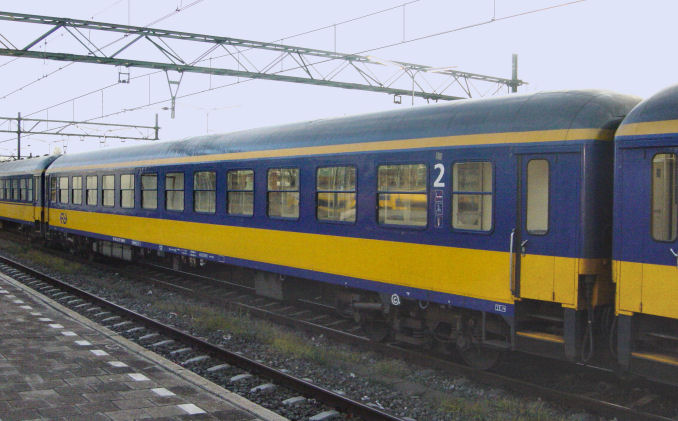
Voormalig rijtuig type Bm235 van de DB in dienst als ICK-rijtuig.

De Nederlandse Spoorwegen hebben om een dreigend materieeltekort te kunnen opvangen in 2000 bij de Deutsche Bahn 150 rijtuigen van het type Bm235 gekocht. Deze rijtuigen waren door het instromen van nieuw ICE-materieel bij de DB overbodig geworden. Een deel van deze rijtuigen is gesloopt of als strategische reserve opgeslagen. Een deel van de rijtuigen werd verkocht. De rijtuigen werden door Partner für Fahrzeug Ausstattung, een voormalige DB-werkplaats in Weiden aangepast voor de dienst bij de Nederlandse Spoorwegen.

### ICL
Naast de ICK-rijtuigen heeft NS in 2006 ook UIC-X-rijtuigen van de DB gehuurd om het materieeltekort op te vangen. Deze rijtuigen worden in tegenstelling tot de ICK-rijtuigen niet verbouwd, en behielden lange tijd hun DB-kleurstelling. Intussen is het merendeel van de gehuurde rijtuigen wel in de geel/blauwe NS kleuren geschilderd. Alle gehuurde rijtuigen worden elke 14 dagen naar Keulen overgebracht voor onderhoudswerkzaamheden. Bij dit strakke onderhoudsschema komt voor iedere stam rijtuigen die naar Keulen gaat, eenzelfde aantal rijtuigen naar Nederland terug.

## UIC-X-rijtuigen bij de Italiaanse Spoorwegen

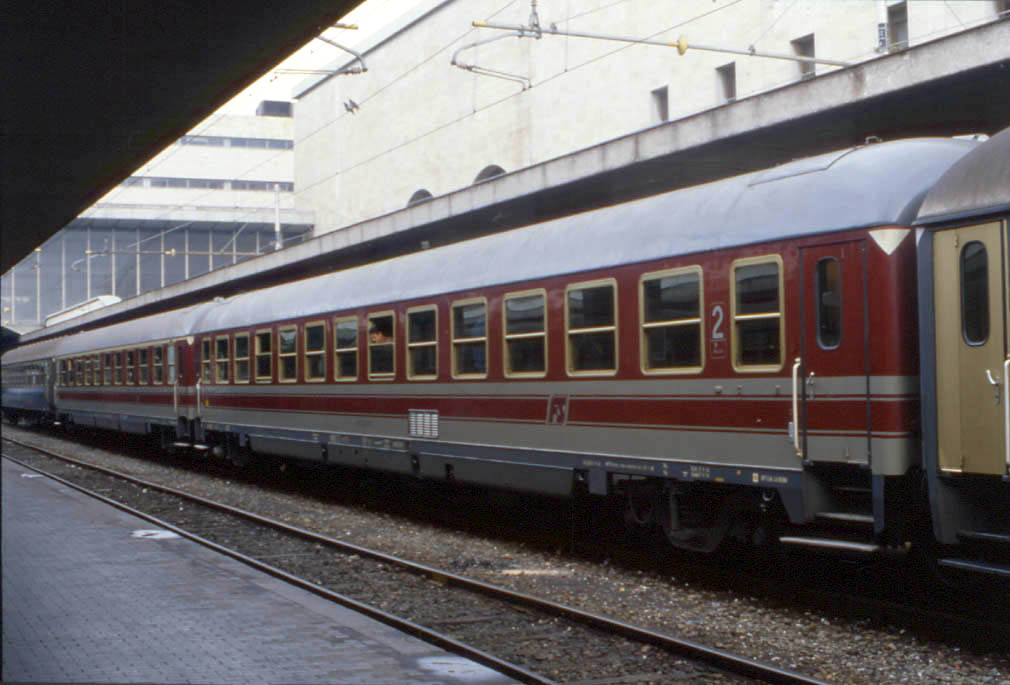
Italiaans UIC-X-rijtuig. Op enkele wijzigingen na zijn deze identiek aan de Duitse rijtuigen.

De Italiaanse Spoorwegen Ferrovie dello Stato (FS, tegenwoordig Trenitalia), bestelde tussen 1964 en 1985 in totaal 4300 rijtuigen, bestaande uit rijtuigen in de eerste klasse, tweede klasse, couchetterijtuigen en gemengde klasserijtuigen AB-rijtuigen, alsmede Post- en bagagerijtuigen. Deze rijtuigen werden in zes deelleveringen in dienst gesteld en kwamen exact overeen met de aan de DB geleverde rijtuigen. De eerste serie rijtuigen werden in Duitsland gebouwd bij onder andere Westwaggon en Duwag en zijn te herkennen aan de gebruikte Minden-Deutz draaistellen. De overige series zijn gebouwd in licentie door de Italiaanse fabrikant Ansalo Breda en zijn te herkennen aan de gebruikte Fiat draaistellen. De Italiaanse rijtuigen zijn toegelaten voor snelheden tot maximaal 160, 180 en 200 km/h. De laatste serie rijtuigen bezit een afwijkend dak (afgeleid van de Eurofimarijtuigen) en werden uitgerust met schortplaten.
Tijdens revisiewerkzaamheden worden tegenwoordig de rijtuigen uitgerust met airconditioning en zijn enkele rijtuigen omgebouwd tot 'Semipilota' stuurstandrijtuigen met een lagevloersinstap.
De bij aflevering grijs geschilderde rijtuigen werden vanaf 1980 omgeschilderd in een wijnrood-grijze design. Vanaf 1997 worden alle rijtuigen voorzien van het huidige XPMR-kleurenschema biancoverde. De rijtuigen die momenteel in het langeafstandsverkeer worden ingezet, hebben een blauwe band om de vensters gekregen. De rijtuigen die het regionale treinverkeer verzorgen hebben hierbij de bij dit materieel gebruikelijke blauwe deuren gekregen.
De rijtuigen uit de regionale dienst komen regelmatig in inzet in interregionale treinen, samen met rijtuigen uit de bouwseries MDVE en MDVC.
De rijtuigen met een blauwe vensterband zijn overwegend aan te treffen in nachttreinen (Treni notte), maar zijn nog maar zelden in IC-treinen aan te treffen. Enkele rijtuigen zijn geëxporteerd naar Albanië.